# 迷托邦
《迷托邦》是一款由任天堂發售於任天堂3DS的角色扮演冒險遊戲，該遊戲在2016年12月8日於日本發售，並在2017年7月28日於全球發售。
2021年2月18日舉辦的「任天堂直面會」上，宣布本作將移植任天堂Switch，並於同年5月21日發售，同時宣布首度支援中文。

## 玩法
迷托邦是一款具有生命模擬元素的角色扮演遊戲，遊戲從傳統的角色職業選擇（如戰士和法師）開始。遊戲中的登場人物全是「Mii」角色，這些角色均由玩家自行創造並融入遊戲故事當中。

## 反響
根據彙總媒體Metacritic顯示，本作的3DS版本評分為67/100，其中《法米通》給予31/40的評分。2016年本作的3DS版本在日本首週售出約2萬7千份，截至2017年4月於日本共售出約18萬3328份。
2021年5月21日發售的任天堂Switch版本，日本截至同年5月30日的十天內共銷售超過10萬套。截至2021年6月底，本作於全球售出約104萬套。